# هوراس هوغن
هوراس هوغن (بالإنجليزية: Horace Hogan)‏ هو مصارع محترف أمريكي، ولد في 21 أكتوبر 1965 في تامبا في الولايات المتحدة.

## وصلات خارجية
- هوراس هوغن على موقع CageMatch worker (الإنجليزية)
- هوراس هوغن على موقع قاعدة بيانات المصارعة على الإنترنت (الإنجليزية)
- هوراس هوغن على موقع عالم المصارعة على الإنترنت (الإنجليزية)
- هوراس هوغن على موقع عالم المصارعة على الإنترنت (الإنجليزية)

- هوراس هوغن على موقع IMDb (الإنجليزية)
- هوراس هوغن على موقع قاعدة بيانات الفيلم (الإنجليزية)